# Ulrich Bächli
Ulrich Bächli (Zurigo, 5 gennaio 1950) è un bobbista svizzero.

## Biografia
Ai XII Giochi olimpici invernali(edizione disputatasi nel 1976 a Innsbruck,  Austria) vinse la medaglia d'argento nel Bob a quattro con i connazionali Erich Schärer, Rudolf Marti e Josef Benz, partecipando per la nazionale svizzera, superando una tedesca (Germania Ovest), ma superata dall'altra tedesca.
Il tempo totalizzato fu di 3:40,89 con un distacco minimo rispetto alle altre classificate 3:41,37 e 3:40,43 i loro tempi.
Sempre con gli stessi compagni vincerà un altro argento ai XIII Giochi olimpici invernali, con il tempo di 4:00,87
Inoltre ai campionati mondiali vinse diverse medaglie:
- nel 1977, argento nel bob a quattro con Erich Schärer, Rudolf Marti e Josef Benz;[3]
- nel 1978, argento nel bob a quattro con Erich Schärer, Rudolf Marti e Josef Benz
- nel 1979, bronzo nel bob a quattro con Erich Schärer, Josef Benz e Hansjörg Trachsel.
- nel 1982, argento nel bob a due con Hans Hiltebrand.[4]